# Sunao Wada

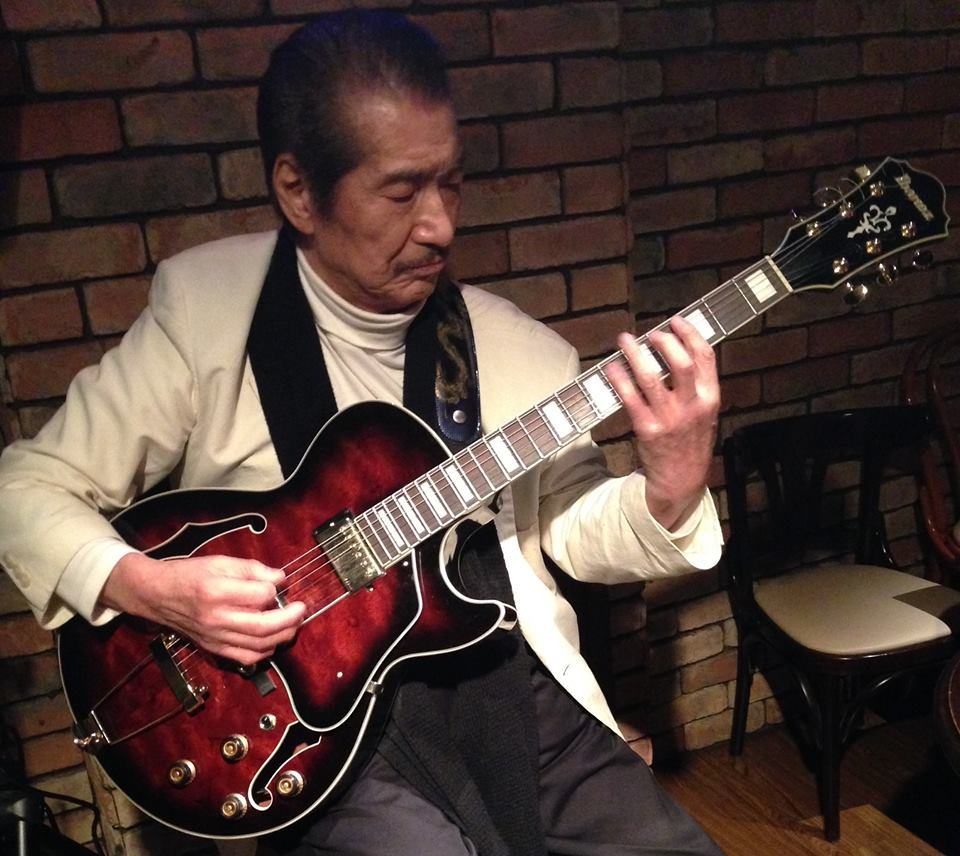
Sunao Wada

Sunao Wada (jap. 和田 直, Wada Sunao; * 13. Januar 1934; † 29. April 2021) war ein japanischer Blues- und Jazzgitarrist.
Sunao Wada legte in den 1970er-Jahren auf dem Label Three Blind Mice eine Reihe von LPs vor wie Coco's Blues (1972), Blues World (1974), Blues for Bird, Four Scenes (1976)  und Blues Blues Blues (1977), die er in Quartett- bis Sextett-Besetzung mit Musikern wie Kunji Nobutaka, Kenji Mori, Takehiro Honda, Masaru Imada, Ushio Sakai, Mitsuaki Furuno, Isao Suzuki,  Tetsujiro Obara und Arihide Kurata eingespielt hatte. Seine Musik reichte stilistisch vom Chicago Blues bis zum Modern Jazz, insbesondere dem Soul Jazz. Im Bereich des Jazz war er zwischen 1972 und 1977 an sechs Aufnahmesessions beteiligt. In Nagoya spielte er in späteren Jahren u. a. mit Tomonao Hara.
Wada starb im Alter von 87 Jahren an einem akuten Atemversagen aufgrund einer Lungenentzündung.